# دیروز (فیلم ۲۰۰۴)
«دیروز» (انگلیسی: Yesterday) یک فیلم است که در سال ۲۰۰۴ منتشر شد.